# 윌리의 초콜릿 체험
윌리의 초콜릿 체험 또는 윌리스 초콜릿 익스피리언스(Willy's Chocolate Experience)는 2024년 2월 스코틀랜드 글래스고에서 열린 찰리와 초콜릿 공장을 기반으로 한 무허가 행사였다. 이 행사는 몰입형 인터랙티브 가족 체험으로 홍보되었으며, 홍보 웹사이트에는 AI가 생성한 "몽환적인" 이미지가 사용되었다. 하지만 이 행사가 썰렁한 창고에서 개최되었다는 사실이 밝혀지자 많은 손님들이 항의했고, 경찰이 현장에 출동했다. 이 행사는 인터넷에서 입소문을 타고 전 세계 언론의 주목을 받았다.
이 행사는 2008년 라플란드 뉴 포레스트 논란, 2014년 텀블러 (마이크로블로그) 팬 컨벤션 대시콘(DashCon), 그리고 빌리 맥팔랜드의 2017년 파이어 페스티벌(Fyre Festival)과 비교되기도 했다.

## 같이 보기
- AI 오물
- 계획대로 되지 않은 다른 이벤트
  - 대시콘
  - 파이어 페스티벌
  - 타나콘